# Zlatá stezka Zemí hradů

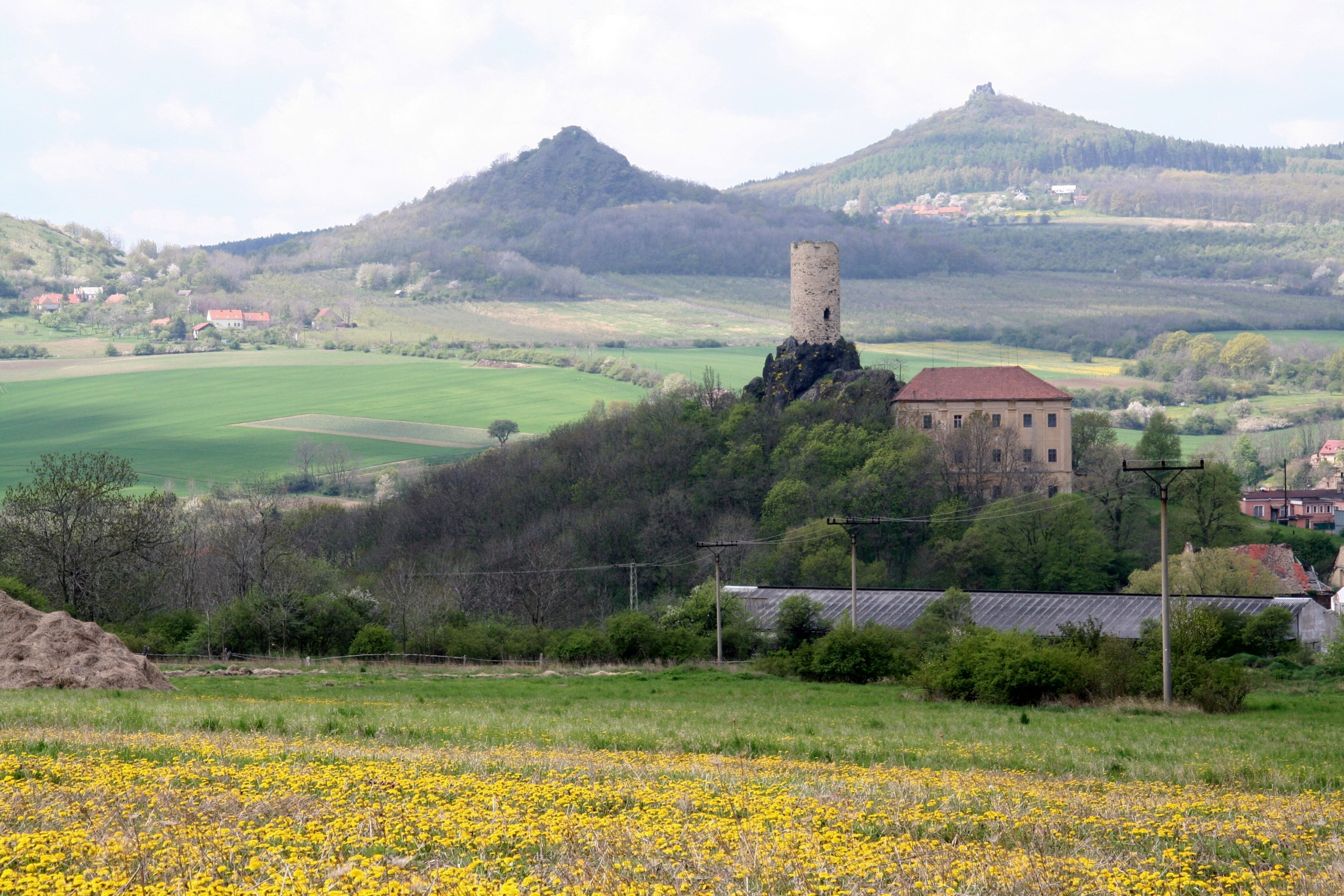
Auf dem Burgensteig bei Sutom

Der Zlatá stezka Zemí hradů (deutsch Goldener Steig durch das Land der Burgen oder Goldener Burgensteig) ist ein Wanderweg, der zu den bekanntesten Burgruinen des Böhmischen Mittelgebirges führt. Er verläuft von Budyně nad Ohří auf der linkselbischen Seite bis nach Úštěk und weiter bis zur Burgruine Ronov auf der rechtselbischen Seite. Einzelne Streckenabschnitte stimmen mit dem historischen Kegelweg überein.

## Verlauf
Der Goldene Steig durch das Land der Burgen hat eine Gesamtlänge von 89 km.
Er führt auf linkselbischer Seite von Budyně nad Ohří (Budin an der Elbe)  mit der Wasserburg Burg Budyně – Kostelec nad Ohří (Kosteletz an der Eger)  – Libochovice (Libochowitz)  mit dem Schloss Libochovice zur Burg Hazmburk (Hasenburg)  und weiter nach Třebenice (Trebnitz) . Über die Burg Košťálov (Burgruine Kostial)  und Sutom (Suttom) gelangt man nach Skalka mit Burg und Schloss Skalka (Skalken)  – Vlastislav (Watislaw) – Děkovka (Diakowa)  – Lhota (Lhotta)  – Medvědice (Nedwieditsch)  zur Burg Ostrý (Burgruine Wostrey)  und über Milešov (Milleschau)  zum Berg Milešovka (Milleschauer) . Von hier aus ist die Burg Kostomlaty (Burg Kostenblatt)  zu erreichen. Der Hauptweg geht weiter über Velemín (Wellemin)  und das Dorf Oparno mit der Burg Opárno (Burg Wopparn)  durch das Opárenské údolí (Wopparner Tal) über den Lovoš (Lobosch)  nach Lovosice (Lobositz) .
Die Fortsetzung des Burgenwegs auf rechtselbischer Seite verläuft von Velké Žernoseky (Groß Tschernosek)  über die Burg Kamýk (Burg Kamaik)  und den Berg Plešivec (Eisberg)  weiter nach Hlinná (Hlinay) – Mentaurov (Forsthaus Mentau)  – Staňkovice (Stankowitz)  – Trojhora (Dreiberg)  – Třebušín (Triebsch)  – Kalich (Kelchberg)  – Litýš (Litaisch)  – Jeleč (Geltschhäuser)  über den Sedlo (Geltschberg)  nach Úštěk (Auscha) . Von hier kann man die Route über Blíževedly (Bleiswedel)  zur Burgruine Ronov (Ronburg)  fortsetzen.

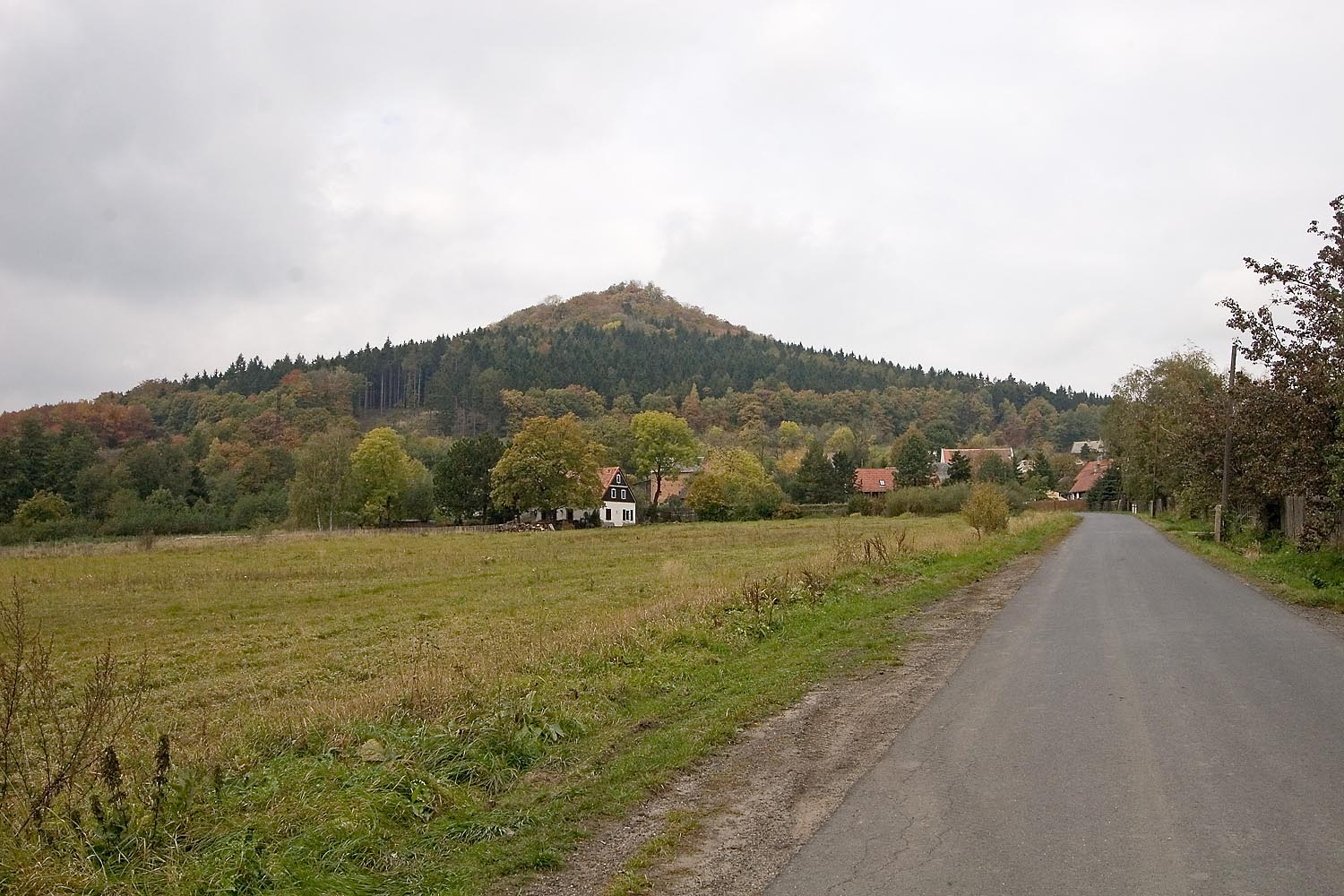
Blick vom Hussitensteig auf den Pannaberg mit der Burgruine Panna

Von diesem Hauptweg können vier weitere Seitenwege bzw. Abzweige begangen werden:
1. Ulričina stezka (Ulrikensteig), benannt nach Ulrike von Levetzow, über 17 km von Třebenice (Trebnitz) – Burg Košťálov (Burgruine Kostial) – Vlastislav (Watislaw)  – Děkovka (Diakowa) – Hrádek/ Hrad Oltářík (Burg Woltarschik) – Dřemčice (Trzemschitz)  – Kuzov/Kusower Berg  – Staré Blešno (Plöschen)  – Leská (Leskay)  – Třebívlice (Trieblitz) .[5][6]
2. Husitská stezka Zemí hradů (Hussitensteig) von Děkovka (Diakowa) – Hrádek (Hrad Oltářík)  – Blešenský vrch (Blöschner Berg) (520 m)  – Dřemčice (Trzemschitz) – Třebívlice (Trieblitz).
3. Žitenická stezka Zemí hradů (Schüttenitzer Steig) von Staňkovice (Stankowitz) – Žitenice (Schüttenitz)  – Litoměřice (Leitmeritz) .
4. Žižkova stezka Zemí hradů (Jan-Žižka-Steig), benannt nach dem Hussitenführer Jan Žižka, über 13 km vom Berg Panna  über Třebušín (Triebsch) und Ploskovice (Ploschkowitz)  mit dem Schloss Ploskovice (Schloss Ploschkowitz) bis zur žel. st. Ploskovice (Bahnstation Ploschkowitz) .[7][8][9]